# Río Tocuyo (cours d'eau)
Pour les articles homonymes, voir Rio Tocuyo et Tocuyo.
Le río Tocuyo est un cours d'eau côtier du Venezuela. Long de 440 km, il naît dans le páramo de Cendé dans la cordillère des Andes, dans l'ouest du Venezuela, et coule vers la mer des Caraïbes.